# Imperio oyo
El Imperio oyo fue un estado yoruba que ocupó lo que hoy es el oeste y el norte de Nigeria. Establecido en el siglo XIV, se convirtió en uno de los estados más vastos del África precolonial con los que se encontraron los exploradores europeos. El imperio fue la potencia regional entre mediados del siglo XVII y finales del siglo XVIII, ejerciendo su influencia sobre el Reino de Dahomey y otros reinos de lo que hoy es Nigeria, Benín y Togo.

## Historia

### Leyenda sobre su origen
Los orígenes del imperio Oyo se encuentran en Oranyan (también conocido como Oranmiyan), el último príncipe del Reino Yoruba de Ile-Ife (Ife). Oranyan llegó a un acuerdo con su hermano para lanzar una incursión punitiva contra sus vecinos del norte por haber insultado a su padre Oduduwa, el primer Ooni de Ife. De camino a la batalla, los hermanos discutieron y el ejército se dividió. La fuerza de Oranyan era demasiado pequeña para realizar un ataque exitoso, por lo que vagó por la costa sur hasta llegar a Bussa. Allí el jefe local le agasajó y le proporcionó una gran serpiente con un amuleto mágico atado a su garganta.
El jefe le indicó a Oranyan que siguiera a la serpiente hasta que se detuviera en algún lugar durante siete días y desapareciera en la tierra. Oranyan siguió el consejo y fundó Oyo donde la serpiente se detuvo. El lugar es recordado como Ajaka. Oranyan hizo de Oyo su nuevo reino y se convirtió en el primer "oba" (que significa 'rey' o 'gobernante' en la lengua yoruba) con el título de "Alaafin de Oyo" (Alaafin significa 'dueño del palacio' en yoruba).  Dejó todos sus tesoros en Ife y permitió que otro rey gobernara allí.
En un momento dado, Oyo-ile estuvo en guerra con los Bariba de Borgu, que querían subyugar la nueva ciudad aún en construcción. Orangun Ajagunla de Ila, hermano mayor de Oranmiyan, irrumpió con sus hombres para ayudar. Poco después de ganar la guerra, Oranmiyan tuvo un hijo, Ajuwon Ajaka; mucho más tarde nació Arabambi de la mujer de Tapa (Nupe). Se cree que el nombre "Sango" se lo puso su abuelo materno o lo adoptó del nombre local del Dios del Trueno. En cualquier caso, la familia real era devota de los Espíritus del Trueno (Jakuta) y de la Guerra (Ogun).

### Período inicial (sigloXII-1535)
Oranyan, el primer oba (rey) de Oyo, fue sucedido por Oba Ajaka, Alaafin de Oyo. Ajaka fue depuesto, porque carecía de virtudes militares yoruba y permitía a sus subjefes demasiada independencia. El liderazgo fue entonces conferido al hermano de Ajaka, Shango, que más tarde fue deificado como la deidad del trueno y el rayo. Ajaka fue restaurado tras la muerte de Sango. Ajaka regresó al trono completamente más belicoso y opresivo. Su sucesor, Kori, logró conquistar el resto de lo que los historiadores posteriores denominarían Oyo metropolitano.

#### Oyo ile
El corazón de la metrópolis de Oyo era su capital en Oyo-Ile (también conocida como Oyo Katunga o Oyo antiguo u Oyo-oro). Las dos estructuras más importantes de Oyo-Ile eran el 'Afin', o palacio del Oba, y su mercado. El palacio estaba en el centro de la ciudad, cerca del mercado del Oba, llamado 'Oja-Oba'. Alrededor de la capital había una enorme muralla de tierra para la defensa con 17 puertas. La importancia de las dos grandes estructuras (el palacio y el Oja Oba) significaba la importancia del rey en Oyo.

#### La ocupación de Nupe
A finales del siglo XIV, Oyo se había convertido en una formidable potencia del interior. Durante más de un siglo, el estado yoruba se había expandido a costa de sus vecinos. Durante el reinado de Onigbogi, Oyo sufrió derrotas militares a manos de los Nupe liderados por Tsoede. En algún momento alrededor de 1535, el Nupe ocupó Oyo y obligó a su dinastía gobernante a refugiarse en el reino de Borgu. Los Nupe saquearon la capital, destruyendo Oyo como potencia regional hasta principios del siglo XVII.

### Período imperial (1608-1800)
Los yoruba de Oyo atravesaron un interregno de 80 años como dinastía exiliada tras su derrota ante los nupe. Restablecieron Oyo más centralizada y expansiva que nunca. El pueblo creó un gobierno que estableció su poder sobre un vasto imperio. Durante el siglo XVII, Oyo comenzó un largo tramo de crecimiento, convirtiéndose en un imperio importante. Oyo nunca abarcó a todo el pueblo yoruba, pero fue el reino más poblado de la historia yoruba.

#### Reconquista y expansión
La clave de la reconstrucción yoruba de Oyo fue un ejército más fuerte y un gobierno más centralizado. Siguiendo el ejemplo de sus enemigos Nupe (a los que llamaban "Tapa"), los yoruba se rearmaron con armaduras y caballería. Oba Ofinran, Alaafin de Oyo, consiguió recuperar el territorio original de Oyo de manos de los Nupe. Se construyó una nueva capital, Oyo-Igboho, y la original pasó a ser conocida como Viejo Oyo. El siguiente oba, Eguguojo, conquistó casi todo el territorio yoruba. Después de esto, el oba Orompoto dirigió ataques para eliminar a los nupe y asegurarse de que Oyo no volviera a ser amenazada por ellos. Durante el reinado del oba Ajiboyede, celebró el primer festival Bere, un evento para celebrar la paz en el reino.  Celebrado regularmente, conservaría mucha importancia entre los yoruba mucho después de la caída de Oyo.
Bajo su sucesor, Abipa, los yoruba repoblaron Oyo-Ile y reconstruyeron la capital original. A pesar de un intento fallido de conquistar el Imperio de Benín en algún momento entre 1578 y 1608, Oyo continuó expandiéndose. Los yoruba permitieron la autonomía al sureste de la metrópoli de Oyo, donde las zonas no yoruba podían actuar como un amortiguador entre Oyo y el Benín imperial. A finales del siglo XVI, los estados Ewe y Aja del Benín moderno pagaban tributo a Oyo.
- Guerras de Dahomey

El revigorizado Imperio de Oyo comenzó a hacer incursiones hacia el sur ya en 1682. Al final de su expansión militar, las fronteras de Oyo llegarían hasta la costa a unos 100 kilómetros (62,1 mi) al suroeste de su capital. Encontró poca oposición seria hasta principios del siglo XVIII. En 1728, el Imperio Oyo invadió el Reino de Dahomey en una gran campaña de su caballería. Los guerreros de Dahomey, en cambio, no tenían caballería pero sí muchas armas de fuego. Sus disparos asustaron a los caballos de la caballería de Oyo e impidieron su carga. El ejército de Dahomey también construyó fortificaciones como trincheras, lo que obligó al ejército de Oyo a luchar como infantería. La batalla duró cuatro días, pero los yoruba salieron victoriosos tras la llegada de refuerzos. Dahomey se vio obligada a pagar tributo a Oyo. Los yoruba invadieron Dahomey 11 veces antes de subyugar finalmente el pequeño reino en 1748.
- Conquista posterior

Con su caballería, Oyo realizó con éxito campañas de conquista y supresión a grandes distancias. El ejército Oyo era capaz de atacar fortificaciones defensivas, pero era más difícil abastecer a un ejército, y se retiraban cuando los suministros se agotaban. El Oyo no utilizó armas de fuego en sus principales conquistas. Los militares esperaron hasta el siglo XIX para adoptarlas. En 1764, un grupo conjunto Akan (Akyem)-Dahomey-Oyo fuerza derrotó a un Asante. La victoria de la alianza definió las fronteras entre los estados vecinos. Oyo dirigió una exitosa campaña en el territorio del Mahi al norte de Dahomey a finales del siglo XVIII. Los yoruba también utilizaron las fuerzas de sus tributarios; por ejemplo, lograron un bloqueo naval de Badagri en 1784 con una fuerza Oyo-Dahomey-Lagos.

#### Organización
Al principio, el pueblo se concentraba en la zona metropolitana de Oyo.  Con la expansión imperial, Oyo se reorganizó para gestionar mejor sus vastas posesiones dentro y fuera de Yoruba. Se dividió en cuatro estratos definidos por su relación con el núcleo del imperio. Estos estratos eran Oyo metropolitano, Yorubalandia meridional, el corredor de Egbado y Ajaland.
- Oyo Metropolitano

El Oyo Metropolitano correspondía, más o menos, al estado de Oyo antes de la invasión nupe. Este era el centro del imperio, donde los yoruba hablaban el dialecto oyo. La zona metropolitana de Oyo estaba dividida en seis provincias, tres en el lado oeste del río Ogun y tres al este del río. Cada provincia estaba supervisada por un gobernador nombrado directamente por el Alaafín de Oyo.
- Yorubalandia

El segundo estrato del imperio estaba compuesto por los pueblos más cercanos a Oyo-Ile, que se reconocían como hermanos. Esta zona estaba al sur del Oyo metropolitano, y sus habitantes yorubas hablaban dialectos diferentes al de Oyo. Estos estados tributarios estaban dirigidos por sus propios gobernantes, titulados Obas, que eran confirmados por el Alaafin de Oyo.
- Corredor de Egbado

El tercer estrato del imperio era el Corredor de Egbado, al suroeste de Yoruba. Esta zona estaba habitada por los Egba y Egbado, y garantizaba el comercio de Oyo con la costa. A los Egba y Egbado tributarios se les permitió, al igual que a sus homólogos yorubas, gobernarse a sí mismos. Sin embargo, eran supervisados por los Ajele. Estos eran agentes nombrados por el Alaafín de Oyo para supervisar sus intereses y controlar el comercio. El principal representante de Oyo en el corredor era el Olu, gobernante de la ciudad de Ilaro.
- Ajalandia

Ajaland fue la última capa añadida al imperio.  Era el más inquieto y distante, y se mantenía a raya con amenazas de expediciones en su contra. Este territorio se extendía desde las zonas no yoruba al oeste del corredor de Egbado hasta el territorio controlado por los ewe en el actual Togo. A esta zona, como a todos los estados tributarios, se le permitía un buen grado de autonomía siempre y cuando se pagaran impuestos, se siguieran estrictamente las órdenes de Oyo y se facilitara el acceso a los mercados locales a los comerciantes de Oyo. Los Oyo exigían a menudo tributos en esclavos. Los jefes tributarios de otros reinos a veces hacían la guerra a otros para capturar esclavos con este fin. Oyo era conocido por castigar la desobediencia con la matanza al por mayor de la comunidad errante, como lo hizo en Allada en 1698.

## Estructura política
El Imperio Oyo desarrolló una estructura política muy sofisticada para gobernar sus dominios territoriales. Los estudiosos no han determinado qué parte de esta estructura existía antes de la invasión nupe. Tras resurgir del exilio a principios del siglo XVII, Oyo adquirió un carácter notablemente más militante. La influencia de la agresiva cultura yoruba se ejemplifica en las normas impuestas al oba (rey) y las funciones de su consejo.

### El Alaafín de Oyo
El oba (que significa "rey" en la lengua yoruba) de Oyo, al que se denominaba Alaafin de Oyo (Alaafin significa "dueño del palacio" en yoruba), era el jefe del imperio y señor supremo del pueblo. Era responsable de mantener a los tributarios a salvo de los ataques, de resolver las disputas internas entre los subgobernantes y de mediar entre estos y su pueblo. El Alaafín de Oyo también debía conceder a sus subordinados honores y regalos. A cambio, todos los subgobernantes debían rendir homenaje al Oba y renovar su lealtad en ceremonias anuales. La más importante de ellas era el festival de Bere, que marcaba la aclamación del éxito del gobierno del Alaafín. Después de la fiesta de Bere, la paz en tierra yoruba debía durar tres años. El rey no podía ser eliminado, pero podía ser obligado a suicidarse si ya no se le quería. Esto se hacía enviando a Bashorun (El primer ministro) para que le presentara una calabaza vacía o un plato de huevos de loro y le dictara una sentencia de rechazo, conocida como Awon Eniyan Koo (es decir, el pueblo te rechaza, el mundo te rechaza y los dioses también te rechazan). Según la tradición, se esperaba que el Alaafín llevara a cabo entonces un suicidio ritual.

#### Selección del Alaafín
El Imperio de Oyo no era una monarquía puramente hereditaria, ni tampoco absoluta. El Oyo Mesi seleccionaba al Alaafín.  No siempre estaba estrechamente emparentado con su predecesor, aunque sí debía descender de Oranmiyan, un hijo de Oduduwa, y proceder del barrio de Ona Isokun (que es uno de los tres barrios reales). Al principio del Imperio de Oyo, el hijo mayor del Alaafin solía suceder a su padre en el trono. Esto hacía que, en ocasiones, el príncipe heredero, conocido como el Aremo, acelerara la muerte de su padre. Para evitarlo, era tradicional que el príncipe heredero se suicidara a la muerte de su padre. Independientemente de la sucesión, el Aremo era bastante poderoso por derecho propio. Por ejemplo, según la costumbre, el Alaafín se abstenía de abandonar el palacio, excepto durante las fiestas importantes, lo que en la práctica limitaba su poder. Por el contrario, el Aremo salía a menudo del palacio. Esto llevó al célebre historiador S. Johnson a observar: "El padre es el rey del palacio, y el hijo el rey para el público en general". Los dos consejos que controlaban al Alaafin tenían la tendencia a seleccionar un Alaafin débil después del reinado de uno fuerte para evitar que el cargo se volviera demasiado poderoso.

### El Ilari
El Alaafín de Oyo nombraba a ciertos funcionarios religiosos y gubernamentales, que solían ser eunucos. Estos funcionarios eran conocidos como los ilari o semicabezudos, debido a la costumbre de afeitarse la mitad de la cabeza y aplicarse lo que se creía que era una sustancia mágica en ella. Los cientos de ilari se dividían equitativamente entre los sexos. Los miembros más jóvenes de los Ilari realizaban tareas serviles, mientras que los mayores actuaban como guardianes o, a veces, como mensajeros al otro mundo mediante sacrificios. Sus títulos estaban relacionados con el rey, como "oba l'olu" ("el rey es supremo") o "madarikan" ("no te opongas a él"). Llevaban abanicos rojos y verdes como credenciales de su estatus.